# 5897 Novotná
5897 Novotná este un asteroid din centura principală de asteroizi.

## Descriere
5897 Novotná este un asteroid din centura principală de asteroizi. A fost descoperit pe 29 septembrie 1984 la Observatorul Kleť de Antonín Mrkos. Asteroidul prezintă o orbită caracterizată de o semiaxă mare de 2,58 ua, o excentricitate de 0,18 și o înclinație de 3,2° în raport cu ecliptica.